# Włodzimierz Nahorny

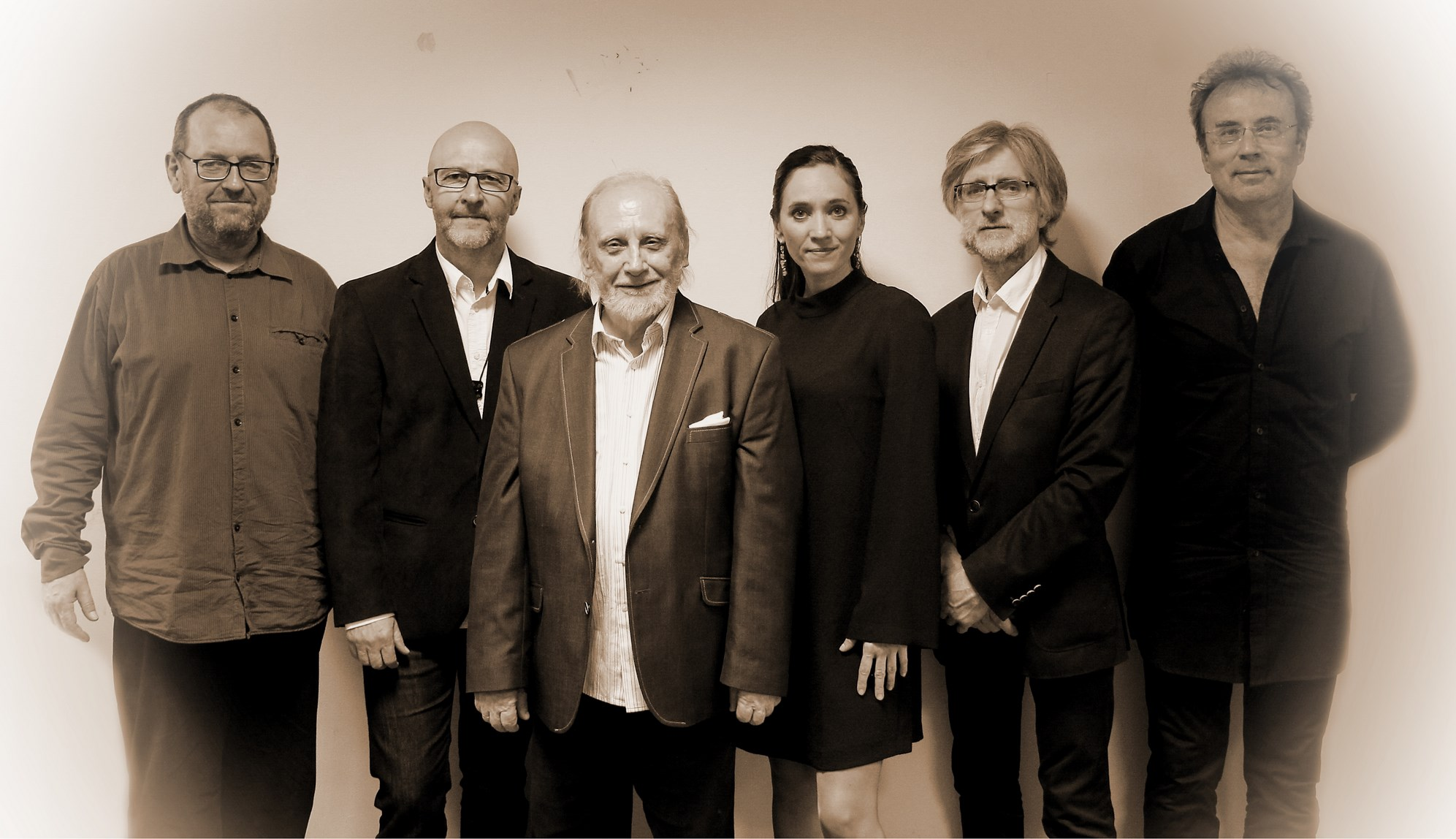
Włodzimierz Nahorny Sextet (2017) (Mariusz Bogdanowicz, Wojciech Staroniewicz, Włodzimierz Nahorny, Dorota Miśkiewicz, Henryk Gembalski, Piotr Biskupski)

Włodzimierz Andrzej Nahorny (ur. 5 listopada 1941 w Radzyniu Podlaskim) – polski muzyk jazzowy, pianista, saksofonista, flecista, kompozytor, aranżer i profesor.

## Kariera
Gry na pianinie uczył się w domu rodzinnym. Po II wojnie światowej z rodziną zamieszkał w Kwidzynie, gdzie w 1955 ukończył klasę fortepianu w Państwowej Szkole Muzycznej I stopnia im. Feliksa Nowowiejskiego. W 1959 ukończył średnią szkołę muzyczną w Sopocie w klasie klarnetu, a w 1964 uzyskał absolutorium w klasie klarnetu sopockiej Państwowej Wyższej Szkoły Muzycznej. W 2009 doktoryzował się na Akademii Muzycznej w Gdańsku w dyscyplinie instrumentalistyka na podstawie dysertacji Twórczość Chopina jako źródło inspiracji w muzyce jazzowej (promotorka – Regina Strokosz-Michalak). W 2012 otrzymał tytuł profesora sztuk muzycznych. W 2016 doktorat napisany pod kierunkiem Nahornego obronił Sławek Jaskułke.
W latach 1958–1959 współpracował w Gdańsku z teatrem „Bim-Bom” i teatrzykiem/kabaretem „To-Tu”. W 1959 stworzył swój pierwszy kwartet Little Four. Jeszcze w tym samym roku rozpoczął współpracę z zespołem North Coast Combo oraz – jako klarnecista – z zespołem jazzu tradycyjnego Tralabomba Jazz Band. Występował też w orkiestrze gdańskiej Filharmonii Bałtyckiej.
W 1962 wystąpił po raz pierwszy na Jazz Jamboree i to w roli solisty – saksofonisty altowego w big bandzie Jana Tomaszewskiego. Na tej imprezie pojawiał się prawie przez 15 lat (prezentując się w różnych – głównie Andrzeja Trzaskowskiego – zespołach w latach 1962–1977). Autorskie trio zaprezentował w 1965 na festiwalu Jazz nad Odrą. W 1967 na Festiwalu Jazzowym w Wiedniu otrzymał I nagrodę indywidualną oraz medal, który wręczył mu Duke Ellington. Współpracował z Bim Bomem.
Nahorny sięgał po rozmaite muzyczne tworzywo: raz komponując balladę „Jej portret”, z drugiej strony realizował się w jazzowych zespołach Andrzeja Kurylewicza, Krzysztofa Sadowskiego, Andrzeja Trzaskowskiego, Jana Ptaszyna Wróblewskiego i Janusza Muniaka. Bywał też muzykiem rockowej grupy Breakout (nagrał z nimi trzy płyty), towarzyszył wokalistom – Mariannie Wróblewskiej, Łucji Prus, grupie Novi Singers oraz łączył jazz z muzyką poważną. Sporym sukcesem stały się jego jazzowe interpretacje cyklu „Mity” Karola Szymanowskiego.
Nahorny jest muzykiem wszechstronnym, zapraszanym do nagrań i koncertów innych twórców (np. orkiestr radiowych, zespołów Kazimierza Jonkisza, Jana Jarczyka, Tomasza Szukalskiego). Swoich sił próbował także jako kompozytor muzyki filmowej i teatralnej. Spod jego pióra wyszły znane tematy jazzowe i popularne piosenki.
Współcześnie nagrał serię płyt „Fantazja Polska” z jazzową interpretacją twórczości Karola Szymanowskiego („Mity”, 1997), Fryderyka Chopina („Nahorny-Chopin. Fantazja polska”, 2000) i Mieczysława Karłowicza („Nahorny gra Karłowicza”, 2000). Obecnie jest wykładowcą Akademii Muzycznej w Gdańsku na kierunku Jazz i Muzyka Estradowa.
23 marca 2003 Opera Bałtycka wystawiła premierę baletu „Fantazja Polska”.
Został członkiem Warszawskiego Społecznego Komitetu Poparcia Jarosława Kaczyńskiego w przedterminowych wyborach prezydenckich w 2010.

## Ordery i odznaczenia
- Krzyż Wielki Orderu Odrodzenia Polski (2024)[5]
- Krzyż Komandorski z Gwiazdą Orderu Odrodzenia Polski (2011)[6]
- Złoty Medal „Zasłużony Kulturze Gloria Artis” (2021)[7][8]
- Srebrny Medal „Zasłużony Kulturze Gloria Artis” (2010)[9]
- Brązowy Medal „Zasłużony Kulturze Gloria Artis” (2005)[10]
- Odznaka „Zasłużony Działacz Kultury” (1974, 1986)[10]

## Nagrody
- I nagroda (solista), I nagroda (zespół) i III nagroda (kompozytor) na festiwalu Jazz nad Odrą (1964)
- II nagroda na Światowym Konkursie Jazzu Nowoczesnego w Wiedniu (1966)
- I nagroda indywidualna na Festiwalu Jazzowym w Wiedniu (1967)
- Złoty Helikon - nagroda krakowskiego Jazz-Klubu Helikon (1969)
- Nagroda Ministra Kultury i Sztuki za piosenkę Jej portret (do słów Jonasza Kofty) na X Krajowym Festiwalu Piosenki Polskiej w Opolu (1972)
- I nagrody na koncercie Premiery za Tango z różą w zębach (do słów Jonasza Kofty) na XI Krajowym Festiwalu Piosenki Polskiej w Opolu (1973)
- Srebrny Guzik (Kalisz) (1997)
- Grand Prix Melomani (Łódź) (1997)

- Statuetka Fryderyka w kategorii Jazzowy Muzyk Roku (2000)
- Złoty Fryderyk (2011)[11]
- Koryfeusz Muzyki Polskiej – Nagroda Honorowa za całokształt działalności artystycznej (2020)[12]
- Nagroda 100-lecia ZAiKS-u (2021)[13]

## Dyskografia
- 1962: Big Band Jana Tomaszewskiego – Jazz Jamboree '62 – saksofon altowy
- 1967: Andrzej Trzaskowski Sekstet – Seant – saksofon altowy
- 1967: Andrzej Kurylewicz Quintet – Ten + Eight – saksofon altowy
- 1967: Włodzimierz Nahorny Trio – Heart – saksofon altowy, piano
- 1969: Jazz Studio Orchestra of Polish Radio – saksofon altowy, flet
- 1969: Breakout – Na drugim brzegu tęczy – saksofon altowy, flet
- 1970: Breakout – 70a – saksofon altowy, flet
- 1971: Breakout – Mira – saksofon altowy, flet
- 1972: Marianna Wróblewska – Sound of Marianna Wróblewska – fortepian
- 1972: Koncert Podwójny na 5 Solistów i Orkiestrę
- 1973: Włodzimierz Nahorny – Jej portret
- 1973: Novi Singers – Rien ne va plus – fortepian
- 1976:: różni artyści Nowe Twarze – Nowe Głosy. VI Lubelskie Spotkania Wokalistów Jazzowych
- 1978: Marianna Wróblewska – Feelings
- 1988: Marianna Wróblewska – Privilege
- 1991: Włodzimierz Nahorny i Jego Orkiestra – Obejmij Mnie
- 1995: Nahorny, Woliński – Ich portret
- 1997: Włodzimierz Nahorny – Mity
- 2000: Włodzimierz Nahorny – Fantazja Polska
- 2003: Lora Szafran, Włodzimierz Nahorny – Śpiewnik Nahornego
- 2007: Cicho, cicho pastuszkowie – Kolędy Włodzimierza Nahornego i Bogdana Loebla / BLUE NOTE
- 2008: Pogadaj ze mną – (Piosenki Wojciecha Młynarskiego i Włodzimierza Nahornego), AGORA
- 2010: Nahorny Sextet – Chopin Genius Loci wyd. Confiteor
- 2014: Nahorny Trio – Hope wyd. Confiteor[14]
- 2018: Nahorny Trio – Ballad Book wyd. Confiteor